# Библиография Александра Герцена
Алекса́ндр Ива́нович Ге́рцен (псевдоним — Искандер); 1812—1870) — русский писатель, публицист и философ.
Примечание: сортировка в библиографии — по дате издания.

## Труды
- Собрание сочинений Г. издано в 10 томах (Женева, 1875—1880).
- В России напечатаны сборник написанных до отъезда за границу статей «Раздумье» (1870) и «Кто виноват» (посл. изд. 1891)
- Сочинения А. И. Герцена и его переписка с Н. А. Захарьиной в семи томах. СПб., изд. Ф. Павленкова, 1905.
- Герцен А. Полное собрание сочинений и писем / Под ред. М. К. Лемке. в 22 тт. — П.: Лит. изд. отд. Наркомата по просвещению, 1919—1925.
  - Т. 1: 1820—1837 гг. (NN 1 — 166). — 1919. — 538 с.
  - Т. 2: 1838—1841 гг. (NN 167—337). — 1919
  - Т. 3: 1842—1845 гг. (NN 338—416). — 1919
  - Т. 4. Вып.2. — 369—872 с.
  - Т. 5: 1847—1850 гг. (NN 452—491). — 1919
  - Т. 6: 1850—1851 гг. (NN 492—546). — 1919
  - Т. 7: 1852—1854 гг. (NN 547—722). — 1919. — 539 с.
  - Т. 8: 1854—1857 гг. (NN 723—952). — 1919. — 617 с.
  - Т. 9.
  - Т. 10: 1859—1860 гг. (NN 1222—1530). — 1919. — 496 с.
  - Т. 11: 1861. (NN 1531—1765). — 1919. — 480 с.
  - Т. 12: Былое и Думы. ч. ч. 1 — 3. — 1919. — 493 с.
  - Т. 13: Былое и Думы. ч. ч. IV—V. — 1919. — 623 с.
  - Т. 14: Былое и Думы. ч. ч. VI—VII. — 1920. — 872 с.
  - Т. 15: 1862 г. (NN 1766—1990). — 1920. — 619 с.
  - Т. 16: 1863 г. (NN 1991—2274). — 1920. — 579 с.
  - Т. 17: 1864 г. (NN 2275—2529). — 1922
  - Т. 18: 1865—1866 гг. (NN 2530—2834). — 1920. — 448 с.
  - Т. 19: 1866—1867 гг. (NN 2835 — 3157). — 1922. — 460 с.
  - Т. 20: 1867—1868 гг. (NN 3158 — 3343). — 1923. — 402 с.
  - Т. 21: 1868—1870 гг. (NN 3344 — 3637). — 1923. — 595 с.
- Герцен А. И. Повести и рассказы / Предисл. Л. Б. Каменева. Подготовка текста и комментарии Я. Эльсберга. — М.; Л.: Academia, 1934. — 570 с.
- Герцен А. И. Повести и рассказы / Подготовка текста и комм. Я. Е. Эльсберга. — М.: Academia, 1936. — 546 с.: портр.
- Герцен А. И. Былое и думы: В 5-ти т. — 1937—1939.
  1. / Ст. В. И. Ленина «Памяти Герцена». Т.1. Ч.1 и 2-я. — М.: Гослитиздат, 1937. — 598 с.
  2. / Под ред. Ф. М. Левина, И. С. Новича, С. Я. Штрайха. Вступ. ст. И. С. Новича. Т.2. Ч.3 и 4. — М.: Худож. лит., 1937. — 675 с.: ил.
  3. / Под ред. Ф. М. Левина, И. С. Новича, С. Я. Штрайха. Т.3. Ч.5: /Вступит. статья Ф. М. Левина. — М.: Худож. лит., 1938. — 583 с.
  4. / Под ред. Ф. М. Левина, И. С. Новича, С. Я. Штрайха. Т.4. Ч.6. — М.: Худож. лит., 1938. — 549 с.
  5. / Под ред. Ф. М. Левина, И. С. Новича, С. Я. Штрайха. Т.5. ч.7-8. — М.: Худож. лит., 1939. — 679 с.: портр.
- Герцен А. И. Избранные произведения / Ред. и вступ. ст. И. С. Новича. Подготовка текста и прим. С. Я. Штрайха. — М.: Гослитиздат, 1937. — 398 с.
- Герцен А. И. Письма об изучении природы / Герцен Александр Иванович. — М.: Госполитиздат, 1944. — 199 с.
- Герцен А. И. Избранное / Ред. и вступ. статья Б. П. Козьмина. — М.: Госполитиздат, 1945. — 101 с.
- А. И. Герцен 1812—1870: сборник статей / Под ред. П. Клабуновского и Б. Козьмина. — М.: Гослитмузей, 1946. — 158 с.: ил., портр.
- Герцен А. И. Письма об изучении природы / Герцен Александр Иванович. — М.: Политиздат, 1946. — 314 с.
- Герцен А. И. Избранные философские произведения.
  - Т. 1 / Герцен Александр Иванович. — М.: Госполитиздат, 1946. — 357 с.: портр.
  - Т. 2 / Герцен Александр Иванович. — М.: Госполитиздат, 1946. — 339 с.: портр.
- Герцен А. И. Былое и думы / Герцен Александр Иванович. — Л.: Гослитиздат, 1946. — 888 с.: портр.
- Герцен А. И. Былое и думы / Герцен Александр Иванович. — Л.: Гослитиздат, 1947. — 887 с.: ил., портр.
- Герцен А. И. Сорока-воровка: повесть / Герцен Александр Иванович. — М.: Гослитиздат, 1947. — 31 с.
- Герцен А. И. Избранные философские произведения.
  - Т. 1 / Герцен Александр Иванович. — Л.: Госполитиздат, 1948. — 371 с.: ил., портр.
  - Т. 2 / Герцен Александр Иванович. — Л.: Госполитиздат, 1948. — 367 с.: портр.
- Герцен А. И. Повести и рассказы / Герцен Александр Иванович. — Л.: Мол. гвардия, 1949. — 464 с.: ил., портр.
- Герцен А. И. Избранные произведения / Герцен Александр Иванович. — М.: Моск. рабочий, 1949. — 525 с.: портр.
- Герцен А. И. Избранные педагогические высказывания / Герцен Александр Иванович. — М.: Академия пед. наук РСФСР, 1951. — 466 с.: портр.
- Герцен А. И. Кто виноват? Сорока-воровка : Роман. В 2-х ч. / [Примеч. Г. П. Бердникова]. — М.: Правда, 1953. — 232 с.
- Герцен А. И. Избранное / Герцен Александр Иванович. — М.: Правда, 1954. — 358 с.
- Герцен А. И. Об искусстве / [Сост. В. А. Путинцев и Я. Е. Эльсберг; Подгот. текста и прим. В. А. Путинцева]. — М.: Искусство, 1954. — 447 с.: ил.
- Герцен А. И. Избранные произведения / Герцен Александр Иванович. — Минск: Учпедгиз, 1954. — 630 с.
- Герцен Александр Иванович. (1812—1870): Опись докум. материалов фонда N 129. Крайние даты докум. материалов: 1825—1939 гг. / Под ред. д-ра ист. наук Б. П. Козьмина. — М., 1951. — 32 с.
- Герцен А. И. Собрание сочинений: В 30-ти т. — 1954—1966.
  1. / [Ред. коллегия: В. П. Волгин (глав. ред.) и др.]. Т. 1. — М.: Академия наук СССР, 1954
  2. / [Ред. коллегия: В. П. Волгин (глав. ред.) и др.]. Т. 2: Статьи и фельетоны.1841 — 1846. — Дневник.1842 — 1845. /[Ред. Я. Е. Эльсберг]. — М.: Академия наук СССР, 1954. — 516 с.: ил.
  3. / [Ред. коллегия: В. П. Волгин (глав. ред.) и др.]. Т. 3: Дилетантизм в науке. Письма об изучении природы. 1842—1846. — М.: Академия наук СССР, 1954. — 361 с.
  4. / [Ред. коллегия: В. П. Волгин (глав. ред.) и др.]. Т. 4: Художественные произведения.1841 — 1846. /[Подготовка и ред. В. А. Путинцева]. — М.: Академия наук СССР, 1955. — 344 с.: Фвкс.
  5. / [Ред. коллегия: В. П. Волгин (глав. ред.) и др.]. Т. 5: Письма из Франции и Италии 1847—1852. — М.: Академия наук СССР, 1955. — 512 с.: Фвкс.
  6. / [Ред. коллегия: В. П. Волгин (глав. ред.) и др.]. Т. 6: С того берега. — Статьи. — Долг прежде всего. [Повесть].1847 — 1851. / [Ред. Я. Е. Эльсберг]. — М.: Академия наук СССР, 1955. — 551 с.: ил.
  7. Т. 7: О развитии революционных идей в России. Произведения 1851—1852 годов. — Произведения 1851—1852 / Герцен Александр Иванович. — М.: Академия наук СССР, 1956. — 467 с.: ил., портр.
  8. / [Ред. коллегия: В. П. Волгин (глав. ред.) и др.]. Т. 8: Былое и думы.1852 — 1868. Ч. I—III. /[Ред. Д. Д. Благой]. — М.: Академия наук СССР, 1956. — 518 с.: ил.
  9. Т. 9: Былое и думы.1852 — 1868. Ч. IV / Герцен Александр Иванович. — М.: Академия наук СССР, 1956. — 568 с.
  10. Т. 10: Былое и думы. Ч.5.1852 — 1868 / Герцен Александр Иванович. — М.: Академия наук СССР, 1956. — 533 с.
  11. / [Ред. коллегия: В. П. Волгин (глав. ред.) и др.]. Т. 11: Былое и думы.1852 — 1868. Ч.6 — 8. /[Ред. Я. Е. Эльсберг. Коммент. И. М. Белявской и др.]. — М.: Академия наук СССР, 1957. — 807 с.: ил.
  12. / Ред. коллегия: В. П. Волгин (глав. ред.). Т. 12: Произведения 1852—1857 годов. /Ред. В. А. Путинцев. Коммент. Л. Я. Гинзбург. — М.: Академия наук СССР, 1957. — 611 с.: ил., портр.
  13. / [Ред. коллегия: В. П. Волгин (глав. ред.) и др.]. Т. 13: Статьи из «Колокола» и другие произведения 1857—1858 годов. /[Ред. Б. П. Козьмин. Примеч. Л. Р. Ланского]. — М.: Академия наук СССР, 1958. — 676 с.: Фвкс.
  14. / [Ред. коллегия: В. П. Волгин (глав. ред.) и др.]. Т. 14: Статьи из «Колокола» и другие произведения 1859—1860 годов. /[Ред. Ю. Г. Оксман. Коммент. Г. Н. Антоновой и др.]. — М.: Академия наук СССР, 1958. — 701 с.: ил.
  15. / [Ред. коллегия: В. П. Волгин (глав. ред.) и др.]. Т. 15: Статьи из «Колокола» и другие произведения 1861 года. /[Ред. Ю. Г. Оксман. Коммент. Г. Н. Антоновой и др.]. — М.: Академия наук СССР, 1958. — 498 с.: ил.
  16. / [Ред. коллегия: В. П. Волгин (глав. ред.) и др.]. Т. 16: Статьи из «Колокола» и другие произведения 1862—1863 годов. /[Ред. Я. Э. Эльсберг. Коммент. И. М. Белявской и Э. С. Виленской]. — М.: Академия наук СССР, 1959. — 529 с.
  17. / [Ред. коллегия: В. П. Волгин (глав. ред.) и др.]. Т. 17: Статьи из «Колокола» и другие произведения 1863 года. /[Ред. В. А. Путинцев и И. Ю. Твердохлебов. Текст подгот. Ф. М. Иоффе. Коммент. И. М. Белявской и С. Д. Лищинер]. — М.: Академия наук СССР, 1959. — 541 с.: ил.
  18. / [Ред. коллегия: В. П. Волгин (глав. ред.) и др.]. Т. 18: Статьи из «Колокола» и другие произведения 1864—1865 годов. /[Ред. Ю. Г. Оксман и В. А. Путинцев. Коммент. К. И. Бонецкого и др.]. — М.: Академия наук СССР, 1959. — 751 с.: ил.
  19. / [Ред. коллегия: В. П. Волгин (глав. ред.) и др.]. Т. 19: Статьи из «Колокола» и другие произведения 1866—1867 годов. /[Ред. Ю. Г. Оксман и Л. М. Долотова. Коммент. В. Г. Березиной и С. Д. Лищинер]. — М.: Академия наук СССР, 1960. — 570 с.: ил.
  20. / [Ред. коллегия: В. П. Волгин (глав. ред.) и др.]. Т.20. Кн.1: Произведения 1867—1869 годов. Дневниковые записи. /[Ред. З. Смирнова и И. Г. Птушкина. Подготовка текста и пер. статей с франц. Л. Р. Ланского]. — М.: Академия наук СССР, 1960. — 494 с.: ил.
  21. / [Ред. коллегия: В. П. Волгин (глав. ред.) и др.]. Т.20. Кн.2: Произведения 1867—1869 годов. Дневниковые записи. /[Ред.: З. Смирнова и И. Г. Птушкина. Подготовка текста и пер. статей с франц. и коммент. Л. Р. Ланского]. — М.: Академия наук СССР, 1960. — 503—994 с.: ил.
  22. / [Ред. коллегия: В. П. Волгин (глав. ред.) и др.]. Т. 21: Письма 1832—1838 годов. /[Ред. Д. Д. Благой и Л. Д. Опульская. Тексты и коммент. подгот. Л. Р. Ланский и др.]. — М.: Академия наук СССР, 1961. — 639 с.: ил.
  23. Т. 22: Письма 1939—1847 годов / Герцен Александр Иванович. — М.: Академия наук СССР, 1961. — 480 с.
  24. / [Ред. коллегия: В. П. Волгин (глав. ред.) и др.]. Т. 23: Письма 1947—1850 годов. /[Ред. Я. Е. Эльсберг и Ф. И. Евнин. Текст и коммент. подгот. Л. Р. Ланским и др.]. — М.: Академия наук СССР, 1961. — 500 с.: портр.
  25. / [Ред. коллегия: В. П. Волгин (глав. ред.) и др.]. Т. 24: Письма 1850—1852 годов. /[Ред. Ю. Г. Оксман и И. Ю. Твердохдебов. Коммент. К. П. Богаевской и др.]. — М.: Академия наук СССР, 1961. — 579 с.: ил.
  26. / [Ред. коллегия: В. П. Волгин (глав. ред.) и др.]. Т. 25: Письма 1853—1856 годов. /[Ред. Л. Д. Опульская и И. Ю. Твердохдебов. Коммент. К. П. Богаевской и др.]. — М.: Академия наук СССР, 1961. — 534 с.: ил.
  27. / [Ред. коллегия: В. П. Волгин (глав. ред.) и др.]. Т. 26: Письма 1856—1859 годов. /[Ред. Ю. Г. Оксман и М. А. Соколова. Коммент. М. И. Гиллельсон и др.]. — М.: Академия наук СССР, 1962. — 543 с.: ил.
  28. / [Ред. коллегия: В. П. Волгин (глав. ред.) и др.]. Т. 27: Письма 1860—1864 годов. Кн. 1 /[Ред. Я. Е. Эльсберг и И. Г. Птушкина]. — М.: Академия наук СССР, 1963. — 406 с.: ил.
  29. / [Ред. коллегия: В. П. Волгин (глав. ред.) и др.]. Т. 27: Письма 1860—1864 годов. Кн. 2 /[Ред. Я. Е. Эльсберг и И. Г. Птушкина]. — М.: Академия наук СССР, 1963. — 999 с.
  30. / [Ред. коллегия: В. П. Волгин (глав. ред.) и др.]. Т. 28: Письма 1865—1866 годов. /[Ред. Ю. Г. Оксман. Текст подгот. Б. С. Бобков и др. Коммент. сост. М. И. Гиллельсон и др.]. — М.: Академия наук СССР, 1963. — 438 с.: ил.
  31. / [Ред. коллегия: В. П. Волгин (глав. ред.) и др.]. Т. 29: Письма 1867—1868 годов. Кн.1. /[Ред. В. А. Путинцев и А. Л. Гришунин]. — М.: Академия наук СССР, 1963. — 391 с.: ил.
  32. / [Ред. коллегия: В. П. Волгин (глав. ред.) и др.]. Т. 29: Письма 1867—1868 годов. Кн.2. /[Ред. В. А. Путинцев и А. Л. Гришунин. Тексты подгот. Л. Р. Ланский. Коммент. М. И. Гиллельсон и др.]. — М.: Наука, 1964. — 845 с.
  33. / [Ред. коллегия: В. П. Волгин (глав. ред.) и др.]. Т. 30: Дополнения к изданию. Кн.1. Письма 1869—1870 годов. /[Ред. Л. Д. Опульская и И. Ю. Твердохлебов. Подготовка текстов, пер. и коммент. Л. Р. Ланского]. — М.: Наука, 1964. — 475 с.: ил.
  34. / [Ред. коллегия: В. П. Волгин (глав. ред.) и др.]. Т. 30: Дополнения к изданию. Кн.2. Письма 1869—1870 годов. /[Ред. Ю. Г. Оксман и Л. Д. Опульская. Подготовка текстов и коммент. М. Г. Ашукиной и др.]. — М.: Наука, 1965. — 477—1015 с.: ил.
  35. / [Глав. ред. В. П. Волгин]. Справочный том: Общие указатели. — М.: Наука, 1966. — 430 с.
- Герцен А. И. Сочинения: В 9-ти т. / Герцен Александр Иванович. — М.: Гослитиздат, 1955. — 150 000 экз.
- Герцен А. И. Собрание сочинений в 8 томах. Составление и общая редакция С. И. Машинского. Москва, издательство  "Правда", 1975. — 375 000 экз.
- Герцен А. И. Былое и думы. Ч. 1 — 5 / Герцен Александр Иванович. — М.: Худож. лит., 1969. — 925 с.: 17 л. ил.
- Герцен А. И. Былое и думы. Ч. 6 — 8 / Герцен Александр Иванович. — М.: Худож. лит., 1969. — 614 с.: 8 л. ил.
- Герцен А. И. Былое и думы: (главы из книги) / Вступит. статья С. К. Шаталова. Ил. В. Панова. — М.: Дет. лит., 1977. — 703 с.: ил.
- Герцен А. И. Кто виноват? Сорока-воровка / Герцен Александр Иванович. — М.: Правда, 1981. — 256 с.
- Герцен А. И. Кто виноват? Сорока-воровка : Книга для чтения с комментарием / Герцен Александр Иванович. — М.: Русск. яз., 1985. — 256 с.
- Герцен А. И. Сочинения: В 2 т. / Общая редакция А. И. Володина, З. В. Смирновой; Сост. З. В. Смирнова. Т. 2. — М.: Мысль, 1986
- Герцен А. И. Избранные сочинения / Герцен Александр Иванович. — М.: Худож. лит., 1987. — 542 с.
- Герцен А. И. Сочинения: В 4 т. / Общая редакция Г. Г. Елизаветиной. Иллюстрации В. П. Панова. — М.:Правда, 1988.
- Герцен А. И. О воспитании и образовании / Сост.: В. И. Ширяев; АПН СССР. — М.: Педагогика, 1990. — 284 с.

## О Герцене
- Страхов  Н.  Н., «Борьба с западом в нашей литературе. Исторические и критические очерки» т. 2 (Типография С. Добродеева, 1882.)
- Скабичевский А. Н., «Очерки развития прогрессивных идей в нашем обществе. 1825-1860 г. Н.А. Полевой, В.Ф. Одоевский, В.Г. Белинский, А.И. Герцен, И. А. Добролюбов и их сподвижники» (СПб., 1872);
- Павел Анненков, «Замечательное десятилетие» («В. Е.», 1880, 1-5);
- «Переписка с друзьями» (СПб., 1891);
- Пассек Т. П., «Из дальних лет: Воспоминания» (1963);
- Althaus, Friedrich, «Alexander Herzen». Unsere Zeit. Deutsche Revue der Gegenwart (1872, VIII. 1);
- Переписка замечательных людей(«Русск. М.», 1890);
- Некролог («В. Е.», 1870, 2, и «От. Зап.»);
- Свербеев Д.Н. . «Мои записки» («Русский архив», 1870).
- Троцкий Л. Д Герцен и молодое поколение, Герцен и запад
- Пипер Л. O. Мировоззрение Герцена: Историко-философский очерк / Пипер Л. — М.; Л.: Соцэкгиз, 1935. — 278 с.: п.
- Нович И. С. Александр Иванович Герцен: Критико-биографический очерк / Нович И. — М.: Худож. лит., 1937. — 146 с.: И, п.
- Нович И. С. Духовная драма Герцена / Нович И. — М.: Гослитиздат, 1937. — 379 с.: п.
- Пруцков Н. И. У истоков революционно-демократического реализма в русской литературе середины XIX века: Tворчество Салтыкова, Некрасова и Герцена 40 — 50-х гг. / Пруцков Н. И. — Грозный: Грозненское обл. изд-во, 1946. — 146 с.
- А. И. Герцен о воспитании: Избранные педагогические высказывания / Сборник сост., снабжён вступит. ст. и комм. М. Ф. Шабаевой. Под ред. действ. чл. Акад. пед. наук Н. А. Константинова. — М.: Учпедгиз, 1948. — 215 с.: портр.
- Литературные экскурсии по Москве. Культурные очаги Москвы XVIII века: Москва в жизни и творчестве А. С. Пушкина, М. Ю. Лермонтова, Н. В. Гоголя, И. С. Тургенева, А. И. Герцена, Н. В. Станкевича, А. Н. Островского, Л. Н. Толстого, А. П. Чехова, А. М. Горького, В. В. Маяковского. — М.: Гослитмузей, 1948. — 302 с.: ил.
- Плеханов Г. В. Герцен А. И.: сборник статей / С предисловием В. Ваганяна. — М. — 215 с.
- Плеханов Г. В. Искусство и литература / Г. В. Плеханов; вступ. ст. М. Розенталя; ред. и коммент. Н. Ф. Бельчикова. — М.: Гослитиздат, 1948. — 887 с.: портр.
- А. И. Герцен в русской критике: сборник статей / Вступит. статья и примеч. В. А. Путинцева. — М.: Гослитиздат, 1949. — 256 с.: портр.
- Звенья: Сборники материалов и документов по истории литературы, искусства и общественной мысли XIV—XX вв. Т. VIII: А. С. Пушкин, А. И. Герцен, И. С. Тургенев, Н. А. Некрасов, А. И. Островский, М. Е. Чернышевский. — М.: Госкультпросветиздат, 1950. — 267 с.
- Эльсберг Я. Е. А. И. Герцен. [1812 — 1870] : жизнь и творчество / Эльсберг Яков Ефимович. — М.: Гослитиздат, 1951. — 551 с.: портр.
- Теряев Г. В. А. И. Герцен — великий русский мыслитель и революционный демократ / Теряев Г. В. — М.: Госкультпросветиздат, 1952. — 68 с.
- Гай Г. Н. Пушкин в оценке Герцена / Гай Г. Н. — Киев: Киев. ун-т, 1954. — 32 с.
- Ленин В. И. Памяти Герцена / Ленин Владимир Ильич. — М.: Госполитиздат, 1954. — 15 с. То же. — М.: Госполитиздат, 1955. — 16 с.
- Белявская И. М. А. И. Герцен и польское национально-освободительное движение 60-х годов XIX века / Белявская И. М. — М.: МГУ, 1954. — 195 с.: портр.
- Сельчук В. В. Великие русские революционные демократы Белинский. Герцен. Чернышевский. Добролюбов : Краткий обзор литературы / Сельчук В. В. — М.: Гос. б-ка СССР им. В. И. Ленина, 1954. — 82 с.
- Очерки по истории философской и общественно-политической мысли народов СССР: в двух томах / Под ред. Г. С. Васецкого, М. Т. Иовчука и др. Т. 1. — М.: Академия наук СССР, 1955. — 591 с.
- Герцен в воспоминаниях современников / Сост., вступит. статья и коммент. В. А. Путинцева. — М.: Гослитиздат, 1956. — 447 с.: портр.
- Пирумова Н. М. Исторические взгляды А. И. Герцена / Пирумова Н. М. — М.: Госполитиздат, 1956. — 152 с.: п.
- Пирумова Н. А. И. Герцен: (К 150-летию со дня рождения) / Пирумова Н. — М.: Знание, 1961. — 45 с.
- Пирумова Н. Александр Герцен. Жизнь и деятельность / Пирумова Н. — М.: Учпедгиз, 1962. — 103 с.
- Володин А. В поисках революционной теории. (А. И. Герцен) / Володин А. — М.: Госполитиздат, 1962. — 112 с.
- Васильев И. Г. Герцен — писатель / Васильев И. Г. — Л., 1962. — 58 с.
- Путинцев В. А. Герцен в Москве и Подмосковье / Путинцев Владимир Александрович. — М.: Моск. рабочий, 1963. — 152 с.: ил.
- Овсянников М. Ф. Очерки истории эстетических учений. / Ин-т философии АН СССР. — М.: Изд-во Академии художеств СССР, 1963. — 452 с.
- Учителю — о Герцене: (К 150-летию со дня рождения). Сборник статей. — М.: Изд-во Акад. пед. наук РСФСР, 1963. — 135 с.: портр.
- Чуковская Л. Былое и думы Герцена / Чуковская Л. — М.: Худож. лит., 1966. — 180 с.
- Эстетика и искусство: Из истории домарксистской эстетической мысли / [сост. и общ. ред. П. С. Трофимова]. — М.: Наука, 1966. — 310 с.
- Ленин В. И. Памяти Герцена / Ленин Владимир Ильич. — М.: Политиздат, 1970. — 15 с. То же. — 1971, 1973, 1974, 1975, 1976, 1977, 1979, 1980, 1981, 1984.
- Либединская Л. Б. Герцен в Москве: Худож. — докум. очерк / Оформл. Н. О. Мунц. — М.: Дет. лит., 1976. — 206 с.: Ф-и.
- Прокофьев В. А. Герцен / Прокофьев В. А. — М.: Мол. гвардия, 1979. — 400 с.: ил. То же. — М.: Мол. гвардия, 1987. — 400 с.: ил.
- Славин Л. И. Ударивший в колокол: Повесть об Александре Герцене / Лев Славин; [Худож. Л. Д. Бирюков]. — М.: Политиздат, 1979. (Пламенные революционеры). — 463 с.: ил. То же. — М.: Политиздат, 1983. — 463 с.: ил.
- Ленин В. И. Памяти Герцена; Роль сословий и классов в освободительном движении / Ленин Владимир Ильич. — М.: Политиздат, 1982. — 22 с.
- Эйдельман Н. Я. Герцен против самодержавия : Секретная полит. история России XVIII—XIX вв. и Вольная печать / Эйдельман Н. Я. — М.: Мысль, 1984. — 317 с.
- Антология педагогической мысли России первой половины 19 в. — М.: Педагогика, 1987. — 559 с.: ил.
- Педагогическое наследие / Белинский В. Г., Герцен А. И., Чернышевский Н. Г., Добролюбов Н. А.; Сост. А. Ф. Смирнов. — М.: Педагогика, 1987. — 400 с.
- Белинский В. Г., Герцен А. И., Чернышевский Н. Г., Добролюбов Н. А.: Педагогическое наследие / Сост. А. Ф. Смирнов. — М.: Педагогика, 1988. — 384 с.
- Семенов В. С. Александр Герцен / Семёнов В. С. — М.: Современник, 1989. — 384 с.
- «Столетья не сотрут…»: Русские классики и их читатели. — М.: Книга, 1989. — 430 с — (Судьбы книг). — ISBN 5212000254.
- Зеньковский В. В. История русской философии. Т. 1 / Зеньковский В. В. — Ростов н/Д: Феникс, 1999. — 543 с.
- Евлампиев И. И. История русской метафизики в XIX—XX веках: Рус. философия в поисках абсолюта. Ч. 1 / Евлампиев И. И. — СПб.: Алетейя, 2000. — 415 с.
- Якушин Н. И. Русская литература XIX века: Перв. половина: Учеб. пособие для студентов вузов: Рек. М-вом образования РФ / Якушин Николай Иванович. — М.: Владос, 2001. — 256 с.: табл. — (учеб. пособие для вузов). — Библиогр. в конце кажд. темы. — ISBN 5691003917.
- Берлин И. Александр Герцен: Глава из эссе: пер. с англ. / Берлин И. // Новое литературное обозрение. — 2001. — N 3(49). — С. 99-118.
- «Я берег покидал туманный Альбиона…»: Рус. писатели об Англии. 1646—1945 / ИНИОН РАН. — М.: РОССПЭН, 2001. — 547 с — ISBN 5824302529.
- Журналистика русского зарубежья 19-20 веков: учеб. пособие / под. ред. Г. В. Жиркова; Санкт-Петерб. гос. ун-т. — СПб.: Изд-во С.-Петерб. ун-та, 2003. — 319 с.
- Есин Б. И. История русской журналистики XIX века: учеб. для студентов вузов, обучающихся по направлению 520600 и спец. 021400 Журналистика: доп. Мин. образования РФ / Б. И. Есин; Моск. гос. ун-т им. М. В. Ломоносова. — 2-е изд., испр. и доп. — М.: Аспект Пресс: Изд-во Моск. ун-та, 2003. — 287 с ISBN 5756702954
- Русские дуэлянты: Док., свидетельства очевидцев, исповеди, судьбы / Сост., коммент., вступ. ст. Ловатов С. А. — [Челябинск]: Аркаим, [2003]. — 358 с ISBN 5802903104.
- Роговер Е. С. Русская литература первой половины XIX века : Учеб. пособие для студентов высш. пед. учеб. заведений: Доп. УМО по направлениям пед. образования / Роговер Ефим Соломонович. — СПб.; М.: Сага: Форум, 2004. — 431 с.: ил. ISBN 5901609271. — ISBN 5819901118
- Педчак Е. П. Литература. Русская литература конца XVIII—XIX века. Зарубежная литература: учеб. пособие для студентов образоват. учреждений сред. проф. образования / Педчак Е. П. — Ростов н/Д: Феникс, 2003. — 382 с ISBN 5222029468
- Зеньковский В. В. История русской философии / В. В. Зеньковский. Т. 1. — Ростов н/Д: Феникс, 2004. — 542 с ISBN 5222051293
- Паперно И. Советский опыт, автобиографическое письмо и историческое сознание: Гинзбург, Герцен, Гегель / Паперно И. // Новое литературное обозрение. — 2004. — N 4(68).
- Живов В. Апология Герцена в феноменологическом исполнении: («Философское мировоззрение Герцена» Г. Г. Шпета) / Живов В. // Новое литературное обозрение. — 2005. — N 1(71). — С. 166—174.
- Русская литература XIX века. 1840-е — 1860-е годы. Воспоминания, литературно-критические статьи, письма: учеб. пособия для студентов вузов, обучающихся по спец. «Филология» направления «Филология»: доп. М-вом образования РФ / под. ред. В. Н. Аношкиной, В. П. Зверева, Р. Т. Певцовой. — М.: Высш. шк., 2005. — 623 с ISBN 5060045374
- Якушин Н. И. Русская литературная критика 18 — начала XX века: Учеб. пособие и хрестоматия / Н. И. Якушин, Л. В. Овчинникова. — М.: Изд. дом Камерон, 2005. — 815 с.: ил. — ISBN 5959400170.
- Манн Ю. В. Мировая художественная культура. XIX век. [Т.3, кн. 2]: Литература / Ю. В. Манн, О. В. Стукалова, Е. П. Олесина. — СПб.: Питер, 2007. — 460 с ISBN 9785911802677. — ISBN 5911802678
- Луков Вал. А., Луков Вл. А. К 200-летию Александра Герцена: рецепция европейского культурного тезауруса // Информационный гуманитарный портал «Знание. Понимание. Умение». — 2012. — № 2 (март — апрель).